# Макаренко Микола Костянтинович
Мико́ла Костянти́нович Макаре́нко (19 грудня 1912, Запоріжжя — 8 грудня 1982) — український радянський актор театру і кіно, кінорежисер.

## Життєпис
Народився 19 грудня 1912 р. в Запоріжжі в родині робітника. Закінчив Київський театральний інститут (1935). Був актором в Українському драматичному театрі ім. І. Франка (1936–1938), актором і режисером у Київському театрі юного глядача ім. М. Горького (1939–1941).
Грав у фільмах: «Моряки» (комісар підводного човна), «Щорс» (Антонюк), «Небеса» (льотчик Орєшкін), «Травнева ніч» (Левко) та іних. 
З 1956 р. — режисер Київської кіностудії ім. О. П. Довженка, де поставив фільми: «Далеке і близьке» (1957, у співавт.), «Кров людська — не водиця» (1960, авт. сцен. у співавт.), «Дмитро Горицвіт» (1961), «Хліб і сіль» (1970, у співавт. з Г. Коханом) тощо.
Автор багатьох п'єс, що йшли у театрах України й виходили друком, сценаріїв, а також статей з питань кіномистецтва у періодичній пресі.
Був членом Спілки кінематографістів УРСР.